# 威尼斯足球俱樂部
威尼斯足球俱乐部（Venezia F.C.）成立于1907年，是一家位于意大利威尼斯的足球俱乐部，主场设在意大利东北部城市威尼斯的皮埃尔路易吉·本佐体育场，现征战于意大利足球甲级联赛。

## 球队主场

### 现主场
皮埃尔路易吉·本佐体育场（Stadio Pierluigi Penzo），位于威尼斯内岛最东端的圣埃莱娜路（Viale Sant'Elena）。
1913年，位于球队主场现址的圣埃莱娜球场开始启用。最初仅有临时搭建的简易小看台。
1927年，球场被命名为运动营（Campo Sportivo），增设了田径跑道，看台容量也达到了15000人左右。
1931年，为纪念自北极科考返航途中遇难的威尼斯籍飞行员，球场被命名为皮埃尔路易吉·本佐体育场。
1939年，翻修扩建为多功能体育场。
1961年，该体育场在对阵国际米兰的主场意甲联赛中创下了28000多人的入场观赛纪录。此后由于球队常年在低级别联赛徘徊，加之足协安全条例的颁布与威尼斯经济状况的下滑，使得球场容量一再减小。
2007年，球场容量被限制在7400人以下。

### 计划主场
新球场计划于2018年提出，计划在威尼斯北部靠近马可波罗国际机场附近的地块建造一座可容纳至少18000人（未来可改造至25000人容量）同场观赛的现代化球场。新球场将有望于2023年启用。

## 历史
早期
1907年12月14日，威尼斯踢球会（Venezia Foot Ball Club）宣告成立，达维徳·法诺出任俱乐部历史首任主席。初代队服为红蓝拼色球衫（为避免和热那亚队的易混淆，于1911年更换为黑绿配色）。
1919年，俱乐部更名为AC威尼斯（Associazione Calcio Venezia）。
1927年，俱乐部与里亚尔蒂纳（US Virtus Rialtina）合并。
1928年，俱乐部与利贝塔斯（Libertas AC）、佛尔戈尔（AFC Folgore）、阿多尔·金代卡（Ardor US Gindecca）三家俱乐部合并，更名为圣马可（ AC San Marco）。
1930年至1934年，俱乐部短暂更名为塞雷尼西马体育会（Società Sportiva Serenissima），标记有咆哮雄狮的红色球衫和白色短裤在这一时期成为球队队服。
法西斯意大利时期
1934年，俱乐部更名为AFC威尼斯（Associazione Fascista Calcio Venezia），并恢复黑绿球衫为队服。
1939年，俱乐部首次参加意甲锦标的争夺，斩获第9名（后来创造足球史上伟大成就的瓦伦蒂诺·马佐拉也是在这个赛季加入球队并完成首秀）。
1941年6月15日，球队在主场进行的意大利杯决赛（首战3-3战平）重赛中1-0击败罗马，捧起俱乐部历史上迄今仅有的一座意大利顶级赛事奖杯。当赛季，球队还取得了俱乐部历史上最佳的意甲第三名的成绩。

二战结束后至20世纪末
1945年，俱乐部复名为AC威尼斯（Associazione Calcio Venezia），此后沦为意乙和意丙联赛常客。在二战后的漫长时间内，球队仅在1948-49、1960-61、1965-66、1997-98、2000-01的五个赛季取得过意甲联赛的入场券，都未能长久立足。
1983年，俱乐部更名为威尼斯足球会（Venezia Calcio）。
1987年，毛里西奥·赞帕里尼入主俱乐部，促成了与梅斯特雷（AC Mestre 1929 Venezia）合并。合并后俱乐部更名为威尼斯-梅斯特雷足球会（AS Venezia-Mestre Calcio）。新球队的参赛球衫在原黑绿色的基础上融入属于梅斯特雷的橙色，形成了后来的橙绿黑配色。球队主场也暂时搬至梅斯特雷的弗朗切斯科·巴拉卡体育场（Stadio Francesco Baracca）
1989年，俱乐部第三度启用AC威尼斯（Associazione Calcio Venezia）作为名称。
1990年，俱乐部更名为威尼斯1907（Venezia 1907）。当年，球队又将主场搬回位于威尼斯内岛最东端的皮埃尔路易吉·本佐体育场。经过翻修后，主场从多功能体育场被改造为专业足球场，看台容量也被压缩至18000人。
1998-99赛季，阔别意甲31年后，俱乐部再度获得征战顶级联赛资格。国际米兰的乌拉圭球星阿尔瓦罗·雷科巴被租借到威尼斯，在短短的半个赛季里 ，“中国男孩”雷科巴便攻入11球并完成9次助攻，以惊人的表现先后率队3-1战胜罗马、4-1击败佛罗伦萨。几乎凭一己之力帮助威尼斯成功保级，在当年的国际足坛留下一段佳话。
1999-2000赛季，赞帕里尼引进日本球员名波浩。在时年43岁的儒雅少帅普兰德利的带领下，球队在意乙联赛战绩卓著，再次获得意甲参赛资格。

21世纪
2001-02赛季，俱乐部走马灯般换了四任主教练。在联赛第30轮主场2-2战平罗马队后提前4轮降入乙级，18分的联赛积分排名垫底。
2002年，在新球场难以推进等多重困难下，赞帕里尼将俱乐部转让出手。
2007年，俱乐部迎来百年庆典。根据球迷评选，选出俱乐部百年历史最佳阵容：
| 教练 | 诺维利诺   |        |          |        |
| 门将 | 布巴科     |        |          |        |
| 后卫 | 格罗希     | 鲁皮   | 卡兰缇尼 | 阿迪松 |
| 中场 | 贝尔托尼亚 | 洛伊克 | 马佐拉   |        |
| 前锋 | 波奇斯莫   | 雷科巴 | 曼尼埃罗 |        |

同样是在百年庆典这一年，俱乐部主场却不得不根据安全条例改造为仅能容纳7500人的小球场。
2015年10月6日，意大利裔美籍律师约瑟夫·塔科皮纳（乔·塔科皮纳）从俄罗斯商人尤里·科拉布林手中接管下俱乐部。为了获得参加新赛季赛事的资格，俱乐部更名为Venezia Football Club（VFC）。
2016年6月7日，意大利威尼斯俱乐部官方宣布菲利普·因扎吉成为球队新主帅 。在“超级皮波”的带领下，橙绿军团在2017年4月15日同法诺（Fano）进行的比赛中，1-1战平对手，提前三轮锁定意丙联赛B组冠军，获得了下赛季参加意乙联赛的资格。
2020年2月18日，经过球队资方组织结构重大重组，美籍资本家邓肯·尼德劳尔担任球队新任主席，球队走上正轨。同年，在主帅扎内蒂的执教下，威尼斯俱乐部以15胜14平9负的战绩排名意乙第5，获得冲甲资格。2020年5月21日，威尼斯在升级附加准决赛上首场面对莱
切，主场1-0、客场1-1，总比分2-1击败莱切。第二场面对奇塔代拉，客场1-0，主场1-1，总比分2-1力克奇塔代拉，获得了下赛季参加意甲联赛的资格。
2021年夏窗，威尼斯租借切尔西后卫阿姆帕杜、比甲劲旅布鲁日前锋奥克雷克，并引进上赛季比甲银靴托马斯·亨利、费耶诺德左边后卫哈普斯等球员。

## 球队荣誉
- 意大利杯冠军：1次 （1940-41赛季）
- 意大利乙级联赛冠军：1次 （1960-61赛季）
- 意大利丙级联赛冠军：2次 （1935-36赛季、2016-17赛季）

## 外部連結
- S.S.Calcio Venezia （页面存档备份，存于）